# Enrico Paoli
Enrico Paoli (ur. 13 stycznia 1908 w Trieście, zm. 15 grudnia 2005 w Reggio nell’Emilia) – włoski szachista, działacz i kompozytor szachowy, mistrz międzynarodowy od 1951, arcymistrz honorowy od 1996, sędzia klasy międzynarodowej od 1964 roku.

## Kariera szachowa
Zasady gry w szachy poznał w wieku 9 lat. Mając lat 18 uzyskał licencję kapitana żeglugi i kolejne siedem lat spędził pracując na morzu. W międzyczasie studiował i zdobył naukowy stopień na kierunku administracja przedsiębiorstwami, nauczył się również poprawnie władać kilkoma językami.
W turniejach szachowych zaczął startować w wieku 26 lat, w niedługim czasie awansując do czołówki włoskich szachistów. Pierwszy sukces w finale indywidualnych mistrzostw kraju odniósł w 1939 r., dzieląc III–IV miejsce. W kolejnych latach trzykrotnie zdobywał tytuły mistrza Włoch (1951, 1957, 1968), a w 1967 r. zajął II miejsce, za Stefano Tatai. Pomiędzy 1954 a 1976 r. czterokrotnie wystąpił na szachowych olimpiadach (za pierwszym razem na najtrudniejszej, I szachownicy), zdobywając 26 punktów w 52 partiach.
Wielokrotnie startował w turniejach indywidualnych, sukcesy odnosząc m.in. w Wiedniu (1950/51, I m.), Imperii (1959, I m.), Bydgoszczy (1964, II m. za Arturen Henningsem) oraz w Reggio Emilii (1968/69, dz. I m. wspólnie z Ladislavem Mistą, Iwanem Radułowem i Victorem Ciocâlteą i 1975/76, dz. II m. za Ludkiem Pachmanem, wspólnie z m.in. Edwardem Formankiem). W 1969 r. podzielił VI miejsce (za Dragoljubem Janoševiciem, Palem Benko, Borislavem Ivkovem, Milanem Matuloviciem i Dragoljubem Ciriciem, wspólnie z Gedeonem Barczą i Nicolasem Rossolimo) w rozegranym we Vršacu turnieju pamięci Borislava Kosticia. Do uzyskania normy na tytuł arcymistrza zabrakło mu wówczas zaledwie pół punktu.
Po zakończeniu II wojny światowej zamieszkał w Reggio nell’Emilia i z tym miastem związany był aż do śmierci. W 1958 r. był pomysłodawcą zorganizowania pierwszego z cyklicznych turniejów międzynarodowych, które rozgrywane są do dziś. W czasie swojej kariery sędziowskiej był m.in. arbitrem na olimpiadzie w Nicei w 1974 roku. Był autorem wielu kompozycji szachowych, 176 stworzonych przez niego zadań otrzymało nagrody na konkursach organizowanych na całym świecie. Napisał również kilka książek o tematyce szachowej, a jego artykuły drukowane były we wszystkich włoskich czasopismach szachowych.
W 1996 r. Międzynarodowa Federacja Szachowa przyznała mu honorowy tytuł arcymistrza w uznaniu osiągnięć z przeszłości. Według retrospektywnego systemu Chessmetrics, najwyższy ranking osiągnął w styczniu 1951 r., z wynikiem 2480 zajmował wówczas 185. miejsce na świecie.

## Publikacje
- Studi in onore di Enrico Paoli
- Strategia e tattica sulla scacchiera
- Il finale negli scacchi
- L’arte della combinazione scacchistica
- Giocare bene per giocare meglio
- Quinto torneo scacchistico internazionale di Venezia: 8-23 Ottobre 1953
- Secondo torneo scacchistico internazionale: Venezia, 21-X - 5-XI 1967
- 54 Studi scacchistici (1947–1957)
- 96 Studi scacchistici